# Porte di Rendena
Porte di Rendena è un comune italiano di 1 820 abitanti nella provincia autonoma di Trento in Trentino-Alto Adige. Il comune è nato il 1º gennaio 2016 dalla fusione dei comuni di Darè, Vigo Rendena e Villa Rendena. Si tratta di un comune sparso con sede municipale a Villa Rendena; oltre al capoluogo e agli altri due ex comuni sono presenti le frazioni di Javrè e Verdesina, già appartenenti a Villa Rendena.

## Storia

### Simboli
Stemma
Lo stemma è stato scelto attraverso un concorso indetto dal Comune nel settembre del 2016 ed approvato assieme allo stemma con delibera del consiglio comunale del 27 febbraio 2017. È stato infine approvato con D.G.P. del 26 maggio 2017 n. 823.
(D.G.P. 26/05/2017)
Vi è rappresentata su sfondo azzurro una figura circolare in cui è ricavata una montagna, elemento presente anche nel vecchio stemma del comune di Vigo Rendena e immagine rappresentativa dei luoghi. Sopra di esso è raffigurata un'aquila con le ali aperte, simbolo del vecchio comune di Darè, d'oro, che rappresenta la sovranità, la forza e il coraggio.
Gonfalone
(D.G.P. 26/05/2017)

## Monumenti e luoghi di interesse
- Chiesa di San Lorenzo, nella frazione di Vigo Rendena
- Chiesa di San Martino, nella frazione di Villa Rendena
- Chiesa di Santa Maria Assunta, nella frazione di Javrè

## Società

### Evoluzione demografica
Abitanti censiti

## Amministrazione
| Periodo           | Periodo           | Primo cittadino   | Partito      | Carica                    | Note  |
| ----------------- | ----------------- | ----------------- | ------------ | ------------------------- | ----- |
| 1º gennaio 2016   | 8 maggio 2016     | Marco Riccadonna  |              | Commissario straordinario | [ 8 ] |
| 9 maggio 2016     | 21 settembre 2020 | Enrico Pellegrini | Lista civica | Sindaco                   | [ 9 ] |
| 22 settembre 2020 | in carica         | Enrico Pellegrini | Lista civica | Sindaco                   |       |